# فنوپریدین
فنوپریدین (انگلیسی: Phenoperidine) نوعی مسکن اوپیوئیدی است که از نظر ساختاری مشابه پتیدین بوده و به عنوان یک بیهوش کننده عمومی استفاده میشود.